# Павловский, Евгений Никанорович
Евге́ний Никано́рович Павло́вский (22 февраля [5 марта] 1884, Воронежская губерния — 27 мая 1965, Ленинград) — русский и советский учёный-зоолог, энтомолог, создатель советской школы паразитологии, генерал-лейтенант медицинской службы (1943). Заслуженный деятель науки РСФСР (1935), академик Академии наук СССР (1939) и Академии медицинских наук СССР (1944), почётный член Академии наук Таджикской ССР (1951), профессор Военно-медицинской Академии (ВМА), начальник кафедры биологии и паразитологии ВМА (1921—1965), директор Зоологического института АН СССР (1942—1962). Президент Всесоюзного энтомологического общества (1931—1965), Президент Географического общества СССР (1952—1964). Герой Социалистического Труда. Депутат Верховного Совета СССР 2—4-го созывов.

## Биография

Е. Н. Павловский, П. А. Петрищева, М. П. Чумаков и А. А. Смородинцев на Дальнем Востоке в 1939 г.

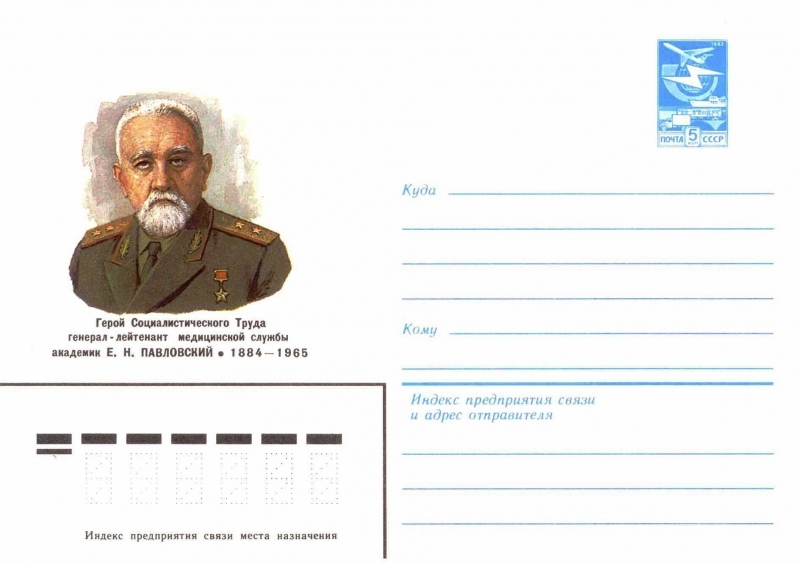
Художественный конверт 1983 года

Родился 22 февраля (5 марта) 1884 года в селе Бирюч Воронежской губернии (ныне Красногвардейский район Белгородской области) в семье учителя.
В 1886—1903 годах семья жила в городе Борисоглебске Тамбовской губернии (сейчас — Воронежская область), учился в Александровской мужской гимназии (ныне школа № 5), окончив её с золотой медалью
В 1908 году окончил Императорскую военно-медицинскую академию. Летом 1914 года посетил Тунис.
В 1921—1965 — профессор Военно-медицинской академии.
- 1933—1944 — работал во Всесоюзном институте экспериментальной медицины (в Ленинграде) и одновременно (до 1951) в Таджикском филиале АН СССР.
- 1937—1940 — возглавлял отряд паразитологов, который на Дальнем Востоке определил возбудителя клещевого энцефалита и позднее разработал вакцину[7].

В 1939 году избран академиком АН СССР. В 1944 году избран членом АМН СССР.
В 1942—1962 годах — директор Зоологического института Академии наук СССР.
C 1946 года — руководитель отдела паразитологии и медицинской зоологии Института эпидемиологии и микробиологии АМН СССР.
Скончался 27 мая 1965 года, похоронен в Ленинграде на Богословском кладбище (площадка военно-медицинской академии, уч. 33).

## Научная работа
Зоолог, паразитолог, специалист по гельминтозам, исследователь кровососущих двукрылых насекомых (гнуса). Создатель учения о природной очаговости трансмиссивных болезней человека, впервые (1938) ввёл понятие «природной очаговости». Под его руководством были проведены многочисленные комплексные экспедиции в Среднюю Азию, Закавказье, в Крым, на Дальний Восток и другие районы СССР для изучения эндемичных паразитарных и трансмиссивных заболеваний (клещевого возвратного тифа, клещевого энцефалита, москитной лихорадки, лейшманиозов и других болезней). Описал вид аргасового клеща Ornithodoros cholodkovskyi Pavlovsky, 1930.

## Награды, премии и звания
- Герой Социалистического Труда (4 марта 1964)
- шесть орденов Ленина:

1. 5 марта 1944
2. 21 февраля 1945
3. 10 июня 1945
4. 4 марта 1954 — за большие заслуги в развитии советской биологической науки, в связи с 70-летием со дня рождения
5. 11 февраля 1961
6. 4 марта 1964 — к званию Герой Социалистического Труда

- два ордена Красного Знамени (3 ноября 1944; 24 июня 1948)
- два ордена Трудового Красного Знамени (3 января 1944; 23 октября 1954)
- орден Красной Звезды (16 августа 1936)
- медаль «XX лет Рабоче-Крестьянской Красной Армии»
- Медаль Дарвина — Уоллеса (1958)
- Ленинская премия (1965) — за труд «Природная очаговость трансмиссивных заболеваний», изданный в 1965 году
- Сталинская премия I степени (13 марта 1941) — за открытие в 1939 году трансмиссивных заболеваний человека и животных, известных под названием «Весенне-летний и осенний энцефалиты», и за разработку успешно применяемых методов их лечения
- Сталинская премия I степени (1950) — за труд «Руководство по паразитологии человека с учением о переносчиках трансмиссивных заболеваний», изданный в 1948 году
- заслуженный деятель науки РСФСР (1935)
- Золотая медаль имени И. И. Мечникова АН СССР (1949)
- Большая золотая медаль Географического общества СССР (1954)
- Почётный член Московского общества испытателей природы (1943)
- Почётный член Иранской Академии Наук (1942)

Доска на Университетской набережной

## Именем названы
- Сетка Павловского[10]
- кафедра биологии Военно медицинской академии имени С.М. Кирова
- ОГУЗ «Инфекционная клиническая больница им. Е. Н. Павловского», г. Белгород, ул. Садовая, д. 122
- Именем учёного названы также около 80 видов животных, впервые описанных им (черви, раки, клещи, тараканы, вши, блохи и др.).

## Память

### Мемориальные доски
- На здании в Ленинграде по адресу Клиническая улица, дом 4 в 1967 году была установлена мемориальная доска с текстом: «В этом здании с 1921 по 1965 год работал Герой Социалистического Труда, академик Евгений Никанорович Павловский»[11], позже при переезде кафедры в другое здание доска была утрачена, в настоящее время восстанавливается.
- На здании в Ленинграде по адресу Университетская набережная, дом 1 в 1968 году была установлена мемориальная доска (скульптор Н. А. Соколов, архитектор В. Д. Попов) с текстом: «Здесь с 1924 г. по 1965 г. работал выдающийся зоолог, Герой Социалистического Труда Евгений Никанорович Павловский»[12].

### Дом-музей академика Е. Н. Павловского
Расположен в городе Борисоглебск Воронежской области, где прошли детские и юношеские годы Е. Н. Павловского и где находится родовой особняк семьи Павловских — одноэтажное деревянное здание, памятник истории и культуры. В 2012 году создан «Учебно-исследовательский экологический центр имени Е. Н. Павловского»

Памятник генерал-лейтенанту медицинской службы академику Павловскому в Хабаровске

### Памятник в Хабаровске
В Хабаровске на территории 301-го Окружного госпиталя (Министерство обороны Российской Федерации) установлен памятник генерал-лейтенанту медицинской службы академику Павловскому.

### Памятник в Душанбе
В Душанбе установлен памятник академику Павловскому.

### Организации, названные в честь Е. Н. Павловского
- Имя академика Е. Н. Павловского носит Институт зоологии и паразитологии Академии наук Республики Таджикистан (1954).
- Имя академика Е. Н. Павловского присвоено средней общеобразовательной школе № 8.
- Кафедра биологии имени академика Е. Н. Павловского Военно-медицинской академии
- Учебно-исследовательский экологический центр им. Е. Н. Павловского Муниципального бюджетного образовательного учреждения дополнительного образования детей «Борисоглебский центр внешкольной работы»
- Премия имени Е. Н. Павловского
- Буксир «Академик Павловский» — в 1950 году буксиру, эксплуатируемому в пределах речной системы Ленинграда, присвоено наименование «Академик Павловский».

## Основные труды
Автор свыше 1200 научных публикаций и книги «Поэзия, наука и учёные» (Издательство АН СССР, М-Л, 1958).
- О фагоцитарных органах и фагоцитазе у Scorpio maurus L. / Е. Н. Павловский. — Петроград : тип. М. Меркушева, 1916. — 44 с., 3 л. ил. : ил.; 24. — (Министерство земледелия. Департамент земледелия. Труды Сельскохозяйственной бактериологической лаборатории; Т. 6, № 4).
- Явления голодания в природе / Е. Н. Павловский. — Москва ; Петроград : Гос. изд-во, 1923. — 46, [1] с., 13 ил.; 24 см. — (Популярно-научная библиотека; 60).
- Ядовитые животные и значение их для человека / Е. Н. Павловский. — Берлин [и др.] : Изд-во З. И. Гржебина, 1923. — 96 с. : ил.; 25 см.
- Курс паразитологии человека (с учением о переносчиках инфекций и инвазий), 2 изд., Л.-М., 1934;
- Павловский Е. Н. Краткий учебник биологии паразитов человека: Для медицинских институтов. — М.; Л.: Медгиз, 1941. — 184 с. — 10 000 экз.
- Руководство по паразитологии человека с учением о переносчиках трансмиссивных болезней, т. 1—2, 5 изд., М.-Л., 1946—1948.
- Павловский Е. Н. Лихорадка папатачи и её переносчик. — Л.: Медгиз, Ленингр. отд-ние, 1947. — 90 с.
- Павловский Е. Н. К. М. Бэр и Медико-хирургическая академия. — М.; Л.: Изд-во АН СССР, 1948. — 216 с. — 4000 экз.
- Павловский Е. Н., Лепнева С. Г. Очерки из жизни пресноводных животных : Руководство к экскурсионному и лабораторному изучению животного мира пресных вод : Допущ. М-вом образования СССР в качестве учеб. пособия для биол. фак. ун-тов. — М.—Л.: Наука, 1948. — 459 с.
- Гнус (кровососущие двукрылые), его значение и меры борьбы, Л., 1951;
- Учебник паразитологии человека с учением о переносчиках трансмиссивных болезней, 6 изд., Л., 1951.
- Павловский Е. Н. Общие проблемы паразитологии и зоологии: (Избранные статьи). — М.; Л.: Изд-во АН СССР, 1961. — 424 с. — 2200 экз.
- Павловский Е. Н. Природная очаговость трансмиссивных болезней в связи с ландшафтной эпидемиологией зооантропонозов М.-Л.: Медицина, 1964. — 211 с.

## Фильмы
- «Академик Павловский или Путешествия в параллельные миры» (1976, картина киностудии «Леннаучфильм», режиссёр В. Ермаков, сценарий Л. Зильберберг).
- «Академик Павловский или Путешествия в параллельные миры» (2005)[16]